# 荒玉水道

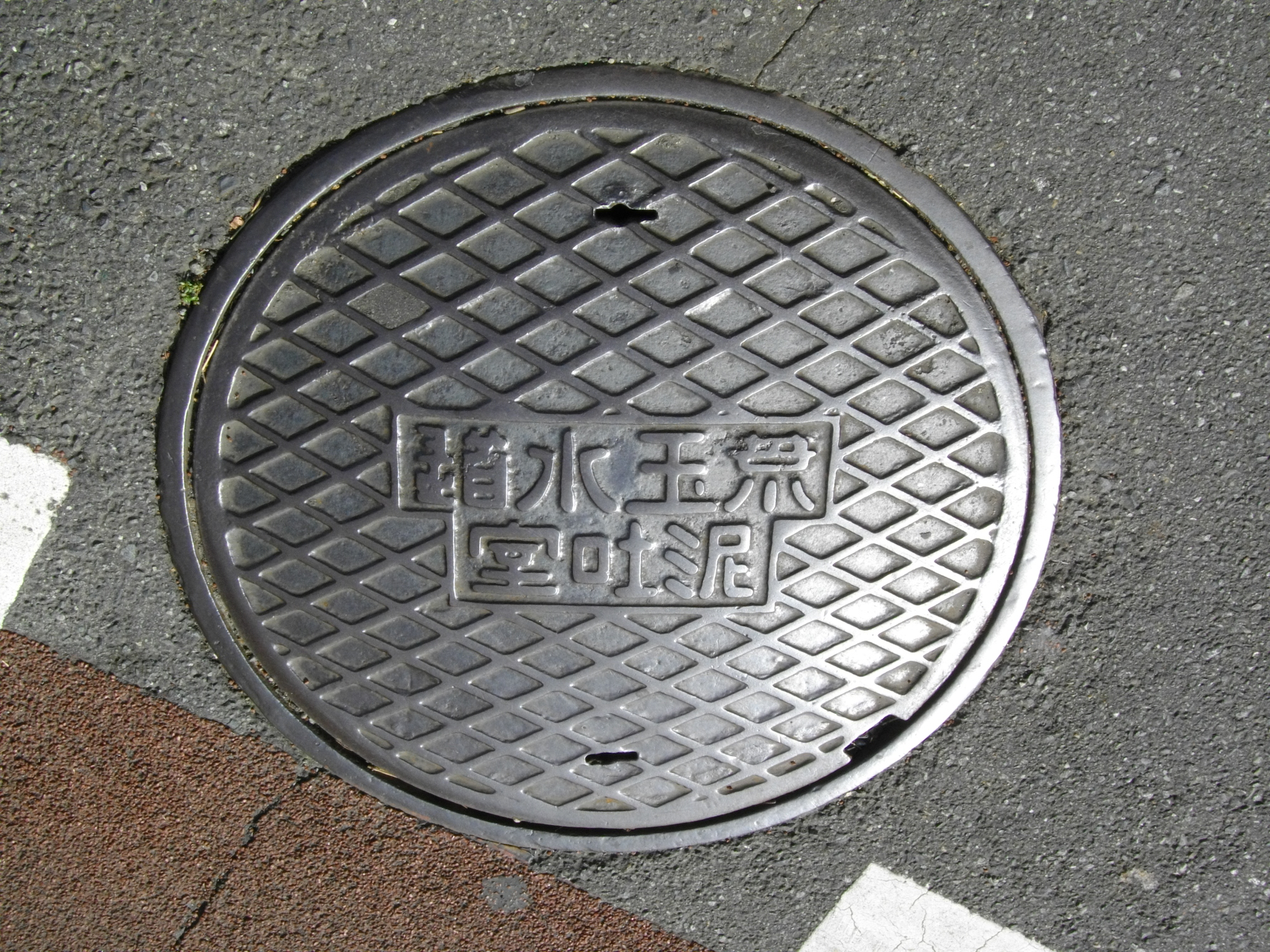
中野区沼袋の荒玉水道マンホール

荒玉水道（あらたますいどう）とは、大正時代から昭和中期にかけ、多摩川の水を砧（現・東京都世田谷区）から野方（同中野区）と大谷口（同板橋区）に送水するために使用された地下水道管のことである。
当時、東京の発展に伴う人口の増加による、上水の需要増により敷設された。
現在も、砧から杉並区梅里までの荒玉水道に沿って、「荒玉水道道路」（東京都道428号高円寺砧浄水場線）がある。

## 名称の意味
「荒玉」の「荒」とは荒川、「玉」とは玉川すなわち多摩川を指している。

## 配水塔
配水塔が上述の野方と大谷口にあった。
大谷口配水塔は取り壊されたが、野方配水塔は残っている。
野方配水塔
1926年（昭和2年）着工
1929年（昭和5年）竣工
鉄筋コンクリート製
高さ　33.6m
外径　18m
大谷口配水塔
1925年（大正14年）着工
1931年（昭和6年）竣工
2005年（平成17年）解体
鉄筋コンクリート製
高さ　33m
外径　15m